# Zdzisław Barański
Zdzisław Stanisław Barański (ur. 9 listopada 1922 w Częstochowie, zm. 9 lutego 1997 w Elblągu) – polski rzemieślnik i polityk, poseł na Sejm IX i X kadencji.

## Życiorys
W latach 1945–1950 pracował jako ekonomista w Naczelnej Dyrekcji Przemysłu Torfowego w Elblągu, następnie w Spółdzielni Rybołówstwa Morskiego „Pokój” w Tolkmicku (1950–1957). Należał do pionierów Elbląga, gdzie w latach 1945–1949 prowadził własny zakład rzemieślniczy. Do 1950 kształcił się w Wyższej Szkole Budowy Maszyn w Warszawie, był mistrzem w zawodzie metalowym. Po przemianach z 1956 ponownie otworzył własną działalność gospodarczą w Elblągu.
W 1945 organizował struktury Stronnictwa Demokratycznego w Elblągu. Przez trzydzieści lat był radnym rad narodowych różnego szczebla z ramienia tego ugrupowania. W 1985 uzyskał mandat posła na Sejm IX kadencji w okręgu Elbląg. Pracował w Komisji Współpracy Gospodarczej z Zagranicą i Gospodarki Morskiej oraz do Komisji Ochrony Środowiska i Zasobów Naturalnych. W 1989 jako jeden z czterech posłów SD uzyskał reelekcję (z okręgu elbląskiego). Ponownie zasiadał w dwóch komisjach: Stosunków Gospodarczych z Zagranicą i Gospodarki Morskiej, której był zastępcą przewodniczącego oraz w Komisji Ochrony Środowiska, Zasobów Naturalnych i Leśnictwa. W tym czasie pełnił obowiązki wiceprzewodniczącego Wojewódzkiego Komitetu SD.
Jako radny i parlamentarzysta działał na rzecz ziemi elbląskiej. Był m.in. współzałożycielem i członkiem Elbląskiego Towarzystwa Kulturalnego oraz głównym inicjatorem obchodów 750-lecia Elbląga. Uzyskał honorowe obywatelstwo miasta Braniewa.
Odznaczony m.in. Krzyżem Oficerskim  Orderu Odrodzenia Polski (1986) i Złotym Krzyżem Zasługi (1975).